# Alexander Zach
Alexander Zach (ur. 10 września 1976 w Wiedniu) – austriacki polityk, poseł krajowy, przewodniczący Forum Liberalnego.

## Życiorys
W 1995 zdał egzamin maturalny, w 1999 ukończył studia na Uniwersytecie Wiedeńskim. Pracował w przedsiębiorstwie konsultingowym, zaczął następnie prowadzić własną działalność doradczą. Zaangażował się w działalność partyjną w ramach Forum Liberalnego, w 2001 stanął na czele tego ugrupowania. W 2002 został wiceprzewodniczącym Międzynarodówki Liberalnej. W 2006 kierowane przez niego ugrupowanie nie wystawiło własnej listy w wyborach krajowych. Alexander Zach uzyskał jednak mandat posła do Rady Narodowej XXIII kadencji z listy Socjaldemokratycznej Partii Austrii w ramach zawartego porozumienia. W 2008, w trakcie kolejnej kampanii wyborczej, zrezygnował z kierowania forum i wycofał się z działalności partyjnej w związku z zarzutami prowadzenia przez niego lobbingu na rzecz koncernu lotniczo-zbrojeniowego EADS.